# The Unknown Soldier
The Unknown Soldier – singel amerykańskiej grupy The Doors.
Piosenka powstała podczas trasy koncertowej grupy w 1967 roku.
Antywojenny tekst utworu nie odnosi się tylko do wojny wietnamskiej, ale do wszystkich prowadzonych wojen bez względu na ich przyczynę. Mimo tego wiele rozgłośni radiowych nie emitowało piosenki z powodu zbyt kontrowersyjnej wymowy. Podczas pracy w studiu nagrywano ją 130-krotnie ponieważ producent Paul A. Rothchild miał jasno określoną wizję utworu. Zawierał on okrzyki wojenne, dźwięk wojskowego werbla i strzał z pistoletu.
Film promujący utwór, zrealizowany przez samych członków The Doors, przedstawiał bardzo realistyczną scenę egzekucji Jima Morrisona. Scena nakręcona na plaży w Venice przez telewizyjnych cenzorów nie została dopuszczona do emisji.
Podczas koncertów piosence również towarzyszyła scena egzekucji Morrisona, do którego jak z karabinu „celował z gitary” Robby Krieger.